# Coryssiphus
Coryssiphus es un género de arañas araneomorfas de la familia Liocranidae. Se encuentra en Sudáfrica.

## Lista de especies
Según The World Spider Catalog 12.0:
- Coryssiphus cinerascens Simon, 1903
- Coryssiphus praeustus Simon, 1903
- Coryssiphus unicolor Simon, 1903